# Deontostoma californicum
Deontostoma californicum är en rundmaskart som beskrevs av Steiner och Albin 1933. Deontostoma californicum ingår i släktet Deontostoma och familjen Leptosomatidae. Inga underarter finns listade i Catalogue of Life.